# Виртуальная археология
Виртуальная археология — это вспомогательная научная дисциплина, целью которой является применение компьютерных технологий для создания высококачественных изображений археологических объектов и содействие археологическим исследованиям.
Впервые термин ввёл в оборот Пол Рейли в 1990 году на британской ежегодной конференции Computer Applications and Quantitative Methods in Archaeology (CAA), которая стала одним из основных мест для обсуждения результатов в данной области.
К 2006 году стала понятна необходимость единых принципов для создания и распространения трёхмерных объектов, для применения в различных отраслях, что привело к организации междисциплинарного международного симпозиума, в ходе которого была создана первая версия документа, который назвали «Лондонская Хартия об использовании трёхмерной визуализации в исследовании и сохранении культурного наследия» (The London Charter for the Use of 3D Visualisation in the Research and Communication of Cultural Heritage). В 2009 году редакция документа с индексом 2.1 под названием «Лондонская хартия компьютерной визуализации культурного наследия» становится официально принятой. Она установила ключевую роль визуализации и обозначила цель виртуальной археологии.
За четверть века представление об этой вспомогательной научной дисциплине сильно изменилось. Первая международная конференция по виртуальной археологии состоялась в Санкт-Петербурге (Российская Федерация) по инициативе Отдела археологии Восточной Европы и Сибири Государственного Эрмитажа. Результатом работы конференции стал информационный ресурс, цель которого — объединить специалистов в данной области и рассказать о перспективных методах и технологиях на примере наиболее интересных исследований. Также в социальных сетях, с 2008 года существует одноименная группа, посвященная новым технологиям и методикам в археологии. Последующие конференции прошли в 2015 и 2018 годах, а конференция 2021 года с девизом "Раскрывая прошлое, обогащая настоящее и формируя будуще" была перенесена в Сибирский федеральный университет в Красноярске.